# Hale Trotter

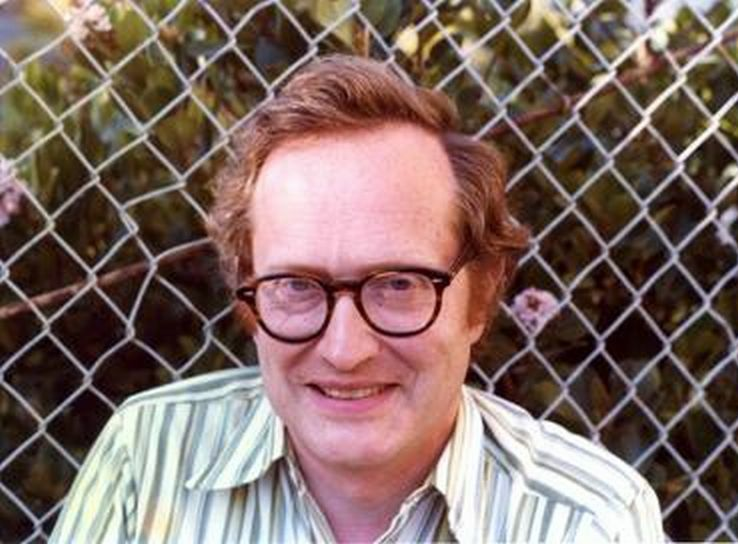
Hale Trotter, Berkeley 1978

Hale Freeman Trotter (* 30. Mai 1931 in Kingston, Ontario; † 17. Januar 2022 in Princeton, New Jersey) war ein kanadisch-US-amerikanischer Mathematiker.

## Werdegang
Trotter studierte an der Queen’s University in Kingston mit dem Bachelor-Abschluss 1952 und dem Master-Abschluss 1953 und wurde 1956 bei Willy Feller an der Princeton University promoviert (Convergence of semigroups of operators). Von 1956 bis 1958 war er Fine Instructor für Mathematik in Princeton und von 1958 bis 1960 Assistant Professor an der Queen’s University. Ab 1962 war er Visiting Associate Professor, ab 1963 Associate Professor und ab 1969 Professor an der Princeton University. Von 1962 bis 1986 war er dort Associate Director des Rechenzentrums.
Er befasste sich mit Wahrscheinlichkeitstheorie, aber auch mit Gruppentheorie (einschließlich Computerberechnungen), Zahlentheorie und Knotentheorie. 1963 löste er ein bis dahin offenes Problem der Knotentheorie, indem er zeigte, dass es nicht invertierbare Knoten gibt. Beispielsweise war zuvor für alle Knoten mit bis sieben Kreuzungen bekannt, dass sie invertierbar waren. Trotter beschrieb eine unendliche Familie von Brezelknoten, die nicht invertierbar waren. Die Lie-Trotter-Produktformel ist mit seinem Namen verbunden.
In einer Arbeit von 1958 zeigte er als Erster die Existenz lokaler Zeit bei Brownscher Bewegung.

## Schriften
- mit Richard Williamson, Richard Crowell Calculus of vector functions, Prentice-Hall 1972
- mit Williamson Multivariable Mathematics, Prentice-Hall 1995
- mit Serge Lang Frobenius distributions in GL2-extensions: distribution of Frobenius automorphisms in GL2-extensions of the rational numbers, Lecture Notes in Mathematics 504, Springer Verlag 1976